# ГЕС Рейнбоу
ГЕС Рейнбоу — гідроелектростанція у штаті Монтана (Сполучені Штати Америки). Знаходячись між ГЕС Блек-Ігл (21 МВт, вище по течії) та ГЕС Cochrane, входить до складу каскаду на річці Міссурі, найбільшій правій притоці Міссісіпі (басейн Мексиканської затоки).
На початку 20 століття річку перед водоспадом Rainbow Falls (висота падіння 14 метрів) перекрили бетонною греблею висотою 9 (за іншими даними — 13) метрів та довжиною 322 (за іншими даними — 349) метрів. Вона утримує водосховище з площею поверхні 0,5 км2 та об'ємом 1,5 млн м3 (корисний об'єм 1,4 млн м3), в якому припустиме коливання рівня у операційному режимі між позначками 979 та 983 метрів НРМ.
Зі сховища по лівобережжю проклали три водоводи довжиною біля 0,8 км, два з яких завершувались у вирівнювальному басейні розмірами 105х55 метрів, який через водозабірну структуру живив шість встановлених у 1910 році турбін. Ще один сполучався з надземним вирівнювальним резервуаром висотою 20 метрів та діаметром 12 метрів та подавав ресурс для запущених в 1917-му ще двох гідроагрегатів. Ця станція загальною потужністю 35 МВт відпрацювала понад сотню років та була в 2013-му замінена новою. При цьому по лівобережжю проклали підвідний канал довжиною 0,8 км, який подає воду для однієї турбіни типу Каплан потужністю 59 МВт.
Відпрацьована вода повертається у річку по відвідному каналу довжиною 0,2 км.